# Frank Henry Cooney

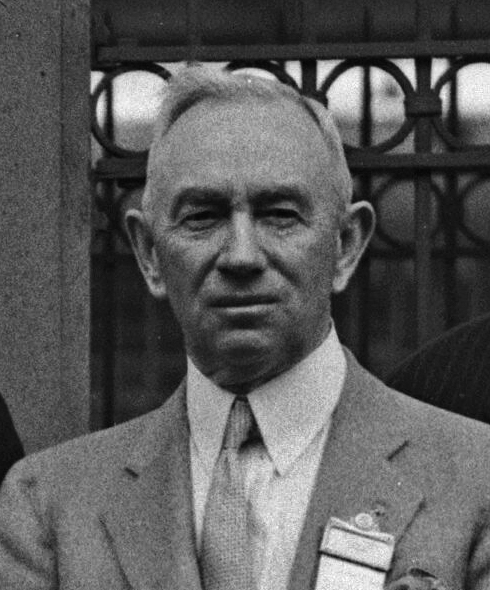

Frank Henry Cooney (31 de dezembro de 1872, Norwood, Ontario - 15 de dezembro de 1935) foi o nono governador de Montana 1933-35.